# 内山太嗣
内山 太嗣（うちやま たいし、1996年4月21日 - ）は、青森県平川市出身の元プロ野球選手（捕手）、コーチ。右投右打。NPBでは育成選手であった。現在は、BCリーグ・栃木ゴールデンブレーブスでバッテリーコーチを務める。

## 経歴

### プロ入り前
八戸工大一高時代は、甲子園出場経験はなし。捕手以外にも投手として最速140km/h以上をマークし、三塁手や遊撃手もこなした。3年次の2014年、春季青森大会の八戸地区予選で相手野手と交錯し腹部を強打し内臓損傷の大けがを負った。
高校卒業後は社会人野球のトヨタ自動車東日本へ入団。3年間の在籍で都市対抗野球大会および社会人野球日本選手権大会の2大大会への出場は果たせなかった。
2017年11月、ベースボール・チャレンジ・リーグの合同トライアウトにエントリー、栃木ゴールデンブレーブスに特別合格して入団した。背番号は22。

### BCリーグ・栃木時代
2018年は、7月に月間成績打率.513（39打数20安打）、13打点を記録し、リーグの7月月間MVP野手部門を受賞。リーグ戦の通算成績では盗塁阻止率.450を残した。
2018年10月25日に行われたプロ野球ドラフト会議では、東京ヤクルトスワローズから育成選手ドラフト1位指名を受け、入団した。背番号は118。

### ヤクルト時代
2019年は、イースタン・リーグ43試合に出場し、45打数6安打、打率.133、0本、0打点という成績だった。
2020年は、イースタン・リーグ47試合に出場し、84打数23安打、打率.274、0本、3打点という成績だった。オフに背番号を025に変更した。
2021年は出場機会を減らし、イースタン・リーグ37試合に出場し、52打数12安打、打率.231、0本、3打点という成績だった。シーズン終了後、入団3年目のため育成選手制度の規定に沿って一度自由契約となったが、育成再契約を結んだ。
2022年は、イースタン・リーグ46試合に出場し、101打数30安打、打率.297、0本、14打点という成績を残したが、支配下契約には至らず、10月28日に戦力外通告を受けた。

### BCリーグ・栃木復帰
2023年1月5日、古巣の栃木ゴールデンブレーブスにバッテリーコーチとして5年ぶりに復帰することが発表された。背番号は2018年の栃木在籍時と同じ22。6月5日、球団より選手契約が発表され現役復帰となったが、7月15日付でコーチ専任登録に戻った。この間、6月25日の神奈川戦に代打で出場し、打点1を上げていた。

## 選手としての特徴・人物
二塁送球1.88秒を記録する強肩が武器の捕手。
ヤクルトに入団する際、BCリーグ栃木在籍時にマンツーマンで指導をしてくれた外野手兼コーチの飯原誉士と、困った時には連絡してこいと言ってもらった村田修一に感謝の言葉を口にした。

## 詳細情報

### 独立リーグでの打撃成績
| 年 度     | 球 団     | 試 合 | 打 数 | 得 点 | 安 打 | 二 塁 打 | 三 塁 打 | 本 塁 打 | 塁 打 | 打 点 | 三 振 | 四 球 | 死 球 | 犠 打 | 犠 飛 | 盗 塁 | 失 策 | 併 殺 打 | 打 率 | 出 塁 率 | 長 打 率 | O P S |
| --------- | --------- | ----- | ----- | ----- | ----- | -------- | -------- | -------- | ----- | ----- | ----- | ----- | ----- | ----- | ----- | ----- | ----- | -------- | ----- | -------- | -------- | ----- |
| 2018      | 栃木      | 64    | 195   | 24    | 57    | 14       | 1        | 0        | 73    | 18    | 23    | 13    | 2     | 11    | 1     | 0     | 5     | 3        | .292  | .341     | .374     | .715  |
| 2023      | 栃木      | 1     | 1     | 0     | 0     | 0        | 0        | 0        | 0     | 1     | 0     | 1     | 0     | 0     | 0     | 0     | 0     | 0        | .000  | 1.000    | .000     | 1.000 |
| 通算：2年 | 通算：2年 | 65    | 196   | 24    | 57    | 14       | 1        | 0        | 73    | 19    | 23    | 14    | 2     | 11    | 1     | 0     | 5     | 3        | .291  | .343     | .372     | .715  |

- 2023年度シーズン終了時

### 背番号
- 22（2018年、2023年 - ）
- 118（2019年 - 2020年）
- 025（2021年 - 2022年）